# Allium samniticum
Allium samniticum — вид рослин з родини амарилісових (Amaryllidaceae); ендемік Італії.

## Опис
Цибулина еліпсоїдно-яйцювата, 12–20(25) × 6–9 мм; зовнішні оболонки блідо-коричневі або золотисто-коричневі, прикріплені до основи цибулини, укриваючи стебло до 4 см. Стебло прямовисне, заввишки 13–28 см, вкрите листовими піхвами на 1/2–3/4 довжини. Листків 4, ниткоподібні, субциліндричні, завдовжки 4–15 см, майже голі або волосисті з розсіяними волосками. Суцвіття одностороннє, 4–12(20)-квіткове; квітконіжки завдовжки 12–40 мм. Оцвітина циліндрично-субдзвінчаста, завдовжки 6.5–7.5 мм; її листочки рожеві або рожево-пурпуруваті, з вираженою коричнево-пурпуруватою середньою жилкою, зовнішні — ланцетно-еліптичні, цілі, гострі або субтупокінцеві, 2–2.2 мм ушир, внутрішні — лінійно-довгасті, закруглені та урізані на верхівці, 1.5–2 мм ушир. Тичинки з білими нитками; пиляки жовто-солом'яні. Коробочка триклапанна, кулясто-зворотнояйцювата, 4.8–5 × 4.2–4.5 мм. 2n = 32.
Цвіте з середини липня до кінця серпня.

## Поширення
Ендемік Італії. Цей вид зустрічається в кількох горах центральної Італії, де в основному росте на скелястих луках на вапняку, вище 1000 м.

## Етимологія
Видова назва походить від «Samnium» — старовинна назва регіону Абруццо (центральна Італія).